# Liste der Landschaftsschutzgebiete im Landkreis Tuttlingen
Im Landkreis Tuttlingen gibt es 38 Landschaftsschutzgebiete. Nach der Schutzgebietsstatistik der Landesanstalt für Umwelt, Messungen und Naturschutz Baden-Württemberg (LUBW) stehen 7.052,97 Hektar der Landkreisfläche unter Landschaftsschutz, das sind 9,60 Prozent.
| Name | Bild | Kennung                  | Einzelheiten | Position | Fläche Hektar | Datum         |
| --- | ---- | ------------------------ | --- | -------- | ------------- | ------------- |
| Sommerschafweiden unterhalb des Lembergs, Hirnwiesen und Längenberg                                     | BW   | 3.27.018 WDPA: 324692    | Gosheim Die Sommerschafweiden dürfen keiner anderen Verwendung als der Beweidung durch Schafe zugeführt werden. | ⊙        | 28,1          | 11. Jan. 1944 |
| Hohenkarpfen                                                                                            |      | 3.27.021 WDPA: 321701    | Gunningen, Hausen ob Verena, Seitingen-Oberflacht Die Landschaft beherrschender Zeugenberg mit Burgruine. Ergänzungsflächen für das gleichnamige Naturschutzgebiet                                                                                          | ⊙        | 58,4          | 11. Jan. 1944 |
| Heckenlandschaft oberhalb der Hausener Mühle in Heeräcker, Ried, Buchreute und Schildbühl               |      | 3.27.022 WDPA: 321484    | Hausen ob Verena Bezeichnende Heckenlandschaft des Braunen Jura. | ⊙        | 47,2          | 11. Jan. 1944 |
| Feldmarkung östlich von Kolbingen                                                                       |      | 3.27.024 WDPA: 320776    | Kolbingen, Mühlheim an der Donau Typische Hochalblandschaft, geprägt durch Schafweiden, Hecken und Raine mit bedeutender Erholungsfunktion. | ⊙        | 320,2         | 25. März 1988 |
| Sommerschafweide auf dem Wachtbühl                                                                      |      | 3.27.025 WDPA: 324627    | Königsheim Die Sommerschafweiden dürfen keiner anderen Verwendung als der Beweidung durch Schafe zugeführt werden. | ⊙        | 15,5          | 11. Jan. 1944 |
| Sommerschafweide Aggenhauser Weiler und Bühl                                                            | BW   | 3.27.026 WDPA: 324600    | Mahlstetten Die Sommerschafweiden dürfen keiner anderen Verwendung als der Beweidung durch Schafe zugeführt werden. | ⊙        | 53,3          | 11. Jan. 1944 |
| Scheibenbühl und Bühle                                                                                  | BW   | 3.27.027 WDPA: 324132    | Mahlstetten Erhaltung der Sommerschafweide aufgrund ihrer Eigenart und Schönheit sowie als Erholungsraum für die Allgemeinheit. | ⊙        | 37,5          | 25. Okt. 1988 |
| Tiefental                                                                                               | BW   | 3.27.028 WDPA: 325169    | Mühlheim an der Donau Seitental des Donautales mit hohem Erholungswert. | ⊙        | 15,2          | 20. Juli 1988 |
| Stettener Tal                                                                                           | BW   | 3.27.029 WDPA: 324846    | Mühlheim an der Donau Seitental des Donautales. | ⊙        | 26,8          | 24. Feb. 1992 |
| Sommerschafweide auf dem Bäunisberg und Kraftstein                                                      | BW   | 3.27.030 WDPA: 324625    | Mühlheim an der Donau Die Sommerschafweiden dürfen keiner anderen Verwendung als der Beweidung durch Schafe zugeführt werden. | ⊙        | 112,5         | 11. Jan. 1944 |
| Ursental mit unterem Bräunisberg                                                                        |      | 3.27.031 WDPA: 325374    | Tuttlingen Seitental des Donautales. | ⊙        | 77,4          | 28. Sep. 1992 |
| Altental-Rottweiler Tal                                                                                 |      | 3.27.032 WDPA: 319536    | Tuttlingen Seitental der Donau; Erholungsgebiet. | ⊙        | 39,5          | 16. Juli 1984 |
| Tiefes Ried                                                                                             |      | 3.27.033 WDPA: 325172    | Renquishausen Reizvoller Landschaftsteil; Erholungsgebiet. | ⊙        | 33,6          | 15. Aug. 1988 |
| Honberg                                                                                                 |      | 3.27.035 WDPA: 321751    | Tuttlingen Bergrücken oberhalb Tuttlingen mit Burgruine; Grün- und Naherholungsfläche. | ⊙        | 59,8          | 3. Feb. 1986  |
| Witthohstraße mit angrenzenden Wiesen                                                                   | BW   | 3.27.036 WDPA: 325921    | Tuttlingen Landschaftlich sehr schöne Straße mit in den Wald eingestreuten Wiesen. | ⊙        | 17,8          | 11. Jan. 1944 |
| Witthoh zwischen Lohhof, Württembergerhof und Aichhalderhof, soweit nicht bewaldet                      | BW   | 3.27.037 WDPA: 325920    | Tuttlingen Hochebene mit großartiger Fernsicht. | ⊙        | 148,7         | 11. Jan. 1944 |
| Bergwiesengewand Haldenlang                                                                             | BW   | 3.27.038 WDPA: 319898    | Tuttlingen Reizvolle Bergwiesen. | ⊙        | 15,8          | 11. Jan. 1944 |
| Altwasser bei der Bleiche                                                                               | BW   | 3.27.039 WDPA: 319572    | Tuttlingen Donaualtwasser. | ⊙        | 7,9           | 11. Jan. 1944 |
| Hintere Harrasbachtalwiesen                                                                             |      | 3.27.041 WDPA: 321621    | Wehingen | ⊙        | 8,0           | 11. Jan. 1944 |
| Sommerschafweide mit Baum- und Heckenbeständen in den Gewanden Brühl und Menishalde                     | BW   | 3.27.042 WDPA: 324685    | Aldingen | ⊙        | 32,6          | 8. Nov. 1957  |
| Sommerschafweide mit Baum- und Heckenlandschaft beim Steinbruch im Bohl                                 | BW   | 3.27.044 WDPA: 324687    | Renquishausen | ⊙        | 12,0          | 8. Nov. 1957  |
| Sommerschafweide mit Baum- und Heckenbeständen südlich der Straße Trossingen-Aldingen im Gewand Auwasen | BW   | 3.27.047 WDPA: 324686    | Trossingen | ⊙        | 13,2          | 8. Nov. 1957  |
| Landschaftsteile auf den Gemarkungen Deilingen und Wehingen                                             |      | 3.27.056 WDPA: 322451    | Deilingen, Wehingen Albhochfläche soweit nicht bewaldet (Sommerschafweiden, Wiesen). | ⊙        | 223,0         | 2. Aug. 1963  |
| Hegau                                                                                                   |      | 3.27.057 WDPA: 321494    | Immendingen Bekannte Vulkanlandschaft des Hegaus vom Neuhöwen im Norden bis zum Rosenegg im Süden. | ⊙        | 272,1         | 21. Mai 1952  |
| Mühlberg                                                                                                | BW   | 3.27.059 WDPA: 323078    | Tuttlingen Offene, landwirtschaftlich genutzte Flächen mit besonderem Erholungswert. | ⊙        | 19,2          | 15. Dez. 1988 |
| Donautal mit Bära- und Lippachtal                                                                       |      | 3.27.060 WDPA: 320394    | Bärenthal, Buchheim, Fridingen an der Donau, Kolbingen Durchbruchtal der Donau und Seitentäler mit imposanten Felsbildungen; hoher, überregional bedeutsamer Erholungswert.                                                                                 | ⊙        | 1.204,3       | 8. Nov. 2004  |
| Albtrauf zwischen Balgheim und Gosheim mit Dreifaltigkeitsberg, Klippeneck und Lemberg                  |      | 3.27.061 WDPA: 319479    | Balgheim, Denkingen, Gosheim, Spaichingen Teil des Albtraufes von besonderer Eigenart und Schönheit mit hohem Erholungswert. | ⊙        | 972,8         | 9. Apr. 1991  |
| Bäratal                                                                                                 |      | 3.27.062 WDPA: 319779    | Bärenthal, Egesheim, Fridingen an der Donau, Kolbingen Landschaftlich sehr schönes Albtal mit steilen Talhängen, Schafweiden und Felspartien mit ho-hem Erholungswert.                                                                                      | ⊙        | 583,3         | 14. Feb. 2008 |
| Sommerschafweide am Eingang zum Schäfertal, im Grauental, Kuhwasen und am Hühnerbühl                    |      | 3.27.063 WDPA: 324602    | Böttingen, Bubsheim Schafweide mit hohem Erholungswert für die Allgemeinheit. | ⊙        | 81,3          | 1. Juli 1991  |
| Feldmarkung Irndorf                                                                                     |      | 3.27.064 WDPA: 320775    | Irndorf Typische Hochalblandschaft mit Hecken und Holzwiesen; Erholungsgebiet. | ⊙        | 776,8         | 1. Juli 1991  |
| Wartenberg                                                                                              |      | 3.27.067 WDPA: 325659    | Geisingen Nördlichster Basaltkegel der Hegauvulkane mit seiner Umgebung; von besonderer Eigenart und Schönheit; Erholungsfunktion. | ⊙        | 222,0         | 10. Jan. 1994 |
| Pfaffental                                                                                              | BW   | 3.27.068 WDPA: 323663    | Geisingen Abgelegenes Wiesental als Lebensraum gefährdeter Lebensgemeinschaften und Vorkommen gefährdeter Arten; Erholungsraum. | ⊙        | 54,3          | 24. Jan. 1994 |
| Trosselbachtal                                                                                          |      | 3.27.069 WDPA: 325241    | Aldingen, Trossingen Stadtnahes Tal mit gefährdeten Lebensgemeinschaften und geschützten Arten; Erholungsgebiet für die Allgemeinheit. | ⊙        | 145,4         | 25. Juli 1994 |
| Trosselbach-, Hagenbach- und Primtal                                                                    |      | 3.27.070 WDPA: 325240    | Aldingen Bachtäler von besonderer Eigenart und Schönheit, Lebensraum für Pflanzen und Tiere; hoher Erholungswert. | ⊙        | 94,7          | 19. Sep. 1994 |
| Lupfen                                                                                                  |      | 3.27.071 WDPA: 322864    | Durchhausen, Talheim, Seitingen-Oberflacht „Lupfen“-Kuppe mit artenreichen Mischwaldbeständen, Hangbereiche mit landschaftsprägenden Heckenzeilen bzw. Gehölzstreifen sowie Wacholderheiden; der Erholungswert für die Allgemeinheit soll gesichert werden. | ⊙        | 511,5         | 22. Apr. 1996 |
| Dürbheimer Berg                                                                                         |      | 3.27.072 WDPA: 320478    | Balgheim, Dürbheim, Mahlstetten | ⊙        | 507,7         | 29. Sep. 2003 |
| Bubsheimer Kirchberg und Umgebung                                                                       |      | 3.27.073 WDPA: 390126    | Bubsheim Sommerschafweide mit besonderem Erholungswert. | ⊙        | 170,8         | 16. Apr. 2008 |
| Schafweiden im Unteren Bäratal bei Reichenbach                                                          | BW   | 3.27.055 WDPA: 555700726 | Reichenbach am Heuberg Weidelandschaft mit Hecken, Wacholder- und Baumbeständen. | ⊙        | 32,7          | 9. Sep. 2019  |
| Legende für Landschaftsschutzgebiet                                                                     |      |                          | |          |               |               |